# Faronta neptis
Faronta neptis är en fjärilsart som beskrevs av Smith 1902. Faronta neptis ingår i släktet Faronta och familjen nattflyn. Inga underarter finns listade i Catalogue of Life.